# Piz Buin
Piz Buin ([ˌpits buˈiːn]ⓘ; romansz: Piz Buin Grand) to trzeci pod względem wysokości szczyt w paśmie Silvretta w Alpach Retyckich. Leży na granicy między Austrią (Vorarlberg) i Szwajcarią (Gryzonia). Jest najwyższym szczytem Vorarlbergu. 
Nie należy mylić tego szczytu z innym, blisko położonym, o podobnej nazwie - Piz Buin Pitschen (3255 m).
Pierwszego wejścia dokonali dwaj austriaccy wspinacze: Joseph Anton Specht i Johann Jakob Weilenmann.